# یانوش هوکر
یانوش هوکر (انگلیسی: Janusz Hooker؛ زادهٔ ۲۸ سپتامبر ۱۹۶۹) رئیس هیئت مدیره، LJ Hooker Limited اهل استرالیا است.
وی در مسابقات کشوری و بین‌المللی در مجموع برندهٔ ۲ مدال نقره، ۱ مدال برنز شده‌است.